# Pangkalan Siata
Pangkalan Siata is een bestuurslaag in het regentschap Langkat van de provincie Noord-Sumatra, Indonesië. Pangkalan Siata telt 3214 inwoners (volkstelling 2010).